# رافاييل هرنانديز روجاس
رافاييل هرنانديز روجاس (بالإسبانية: Rafael Hernández Rojas) هو سباح مكسيكي، ولد في 28 فبراير 1946.

## وصلات خارجية
- رافاييل هرنانديز روجاس على موقع الاتحاد الدولي للسباحة (الإنجليزية)
- رافاييل هرنانديز روجاس على موقع أوليمبيديا (الإنجليزية)